# Epinephelus ongus
Epinephelus ongus · Mérou à flocons, Loche à taches claires
Espèce
Statut de conservation UICN

 LC  : Préoccupation mineure
Epinephelus ongus, communément nommé Mérou à flocons ou Loche à taches claires, est une espèce de poissons marins de la famille des Serranidae.

## Répartition
Le Mérou à flocons est présent dans les eaux tropicales de l'Indo-Ouest Pacifique, soit des côtes orientales de l'Afrique aux îles Tonga mais est absent de la Mer Rouge.

## Description

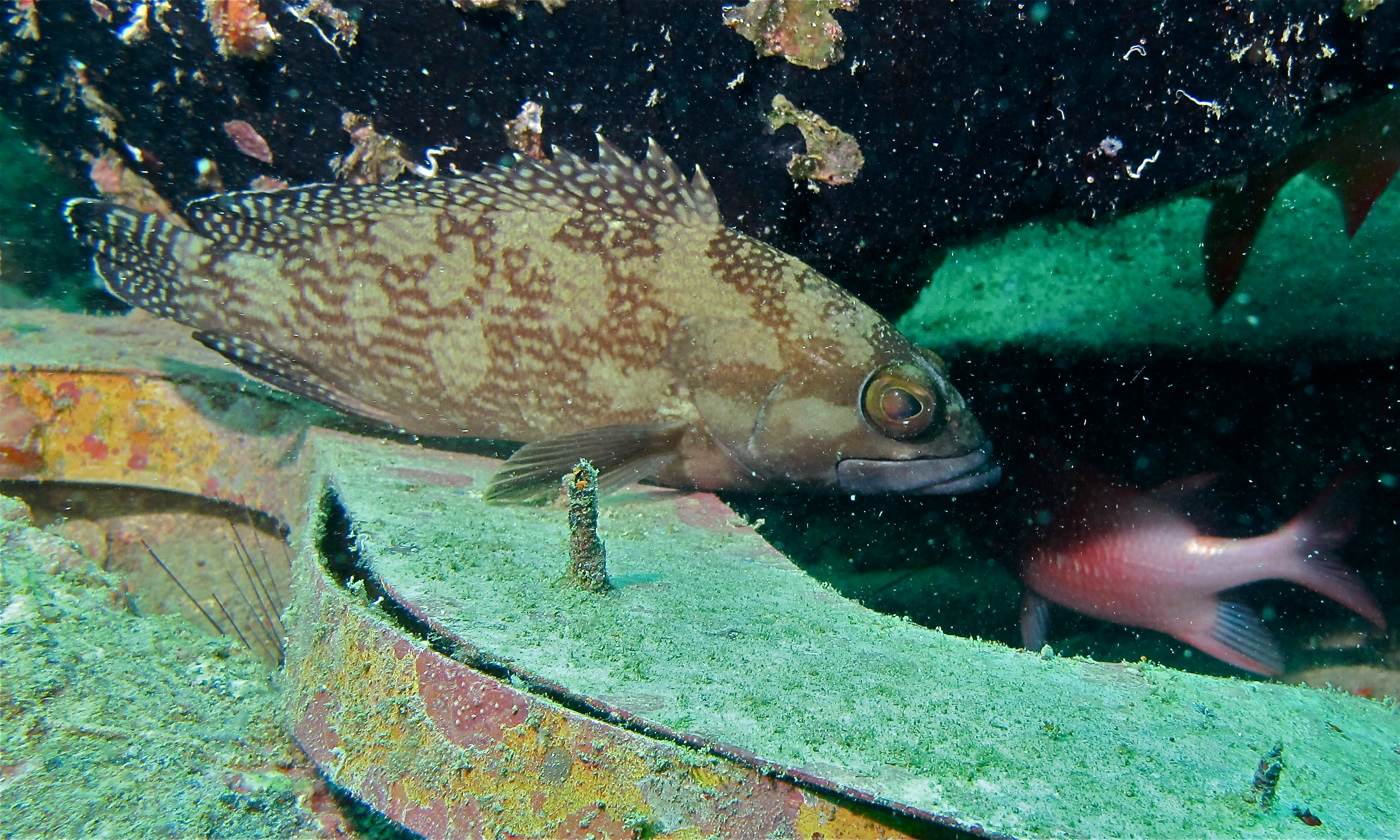
Mérou à flocons (Sabah, Malaisie)

Il peut atteindre une taille de 40 cm de long.

## Synonymes taxonomiques
- Epinephelus slacksmithi Whitley, 1959
- Epinephelus summana Whitley, 1954 subspecies hostiaretis
- Holocentrus ongus Bloch, 1790
- Serranus bataviensis Bleeker, 1849
- Serranus dichromopterus Valenciennes, 1828
- Serranus reticulatus Valenciennes, 1828
- Serranus tumilabris Valenciennes, 1828
- Serranus tumilebris Valenciennes, 1828